# Mark Kleinschmidt (chính khách)
Mark J. Kleinschmidt (sinh ngày 25 tháng 3 năm 1970) là một luật sư, giáo viên và chính khách người Mỹ. Ông từng là Thị trưởng Chapel Hill, Bắc Carolina, từ năm 2009 đến 2015.
Kleinschmidt là thị trưởng đồng tính công khai đầu tiên trong lịch sử của thị trấn. Ông cũng là ứng cử viên đồng tính công khai thứ ba được bầu làm thị trưởng ở Bắc Carolina, sau Mike Nelson của Carrboro (1995) và Elic Senter của Franklinton (2007).

## Lịch sử bầu cử
| Ứng viên          | Ứng viên          | Phiếu bầu | %     |
| ----------------- | ----------------- | --------- | ----- |
| Mark Kleinschmidt | Mark Kleinschmidt | 4,006     | 49.49 |
| Matt Czajkowski   | Matt Czajkowski   | 3,766     | 46.53 |
| Augustus Cho      | Augustus Cho      | 217       | 2.68  |
| Kevin Wolff       | Kevin Wolff       | 94        | 1.16  |
| Tổng số phiếu     | Tổng số phiếu     | 8,083     | 100   |

| Ứng viên          | Ứng viên          | Phiếu bầu | %     |
| ----------------- | ----------------- | --------- | ----- |
| Mark Kleinschmidt | Mark Kleinschmidt | 5,442     | 77.54 |
| Kevin Wolff       | Kevin Wolff       | 1,243     | 17.71 |
| Tim Sookram       | Tim Sookram       | 292       | 4.16  |
| Tổng số phiếu     | Tổng số phiếu     | 6,977     | 100   |

| Ứng viên                   | Ứng viên                   | Phiếu bầu | %     |
| -------------------------- | -------------------------- | --------- | ----- |
| Mark Kleinschmidt          | Mark Kleinschmidt          | 4,189     | 89.60 |
| Write-in, E. Thomas Henkel | Write-in, E. Thomas Henkel | 244       | 5.22  |
| Write-in, Matt Czakowski   | Write-in, Matt Czakowski   | 40        | 0.86  |
| Write-in, Nancy Oates      | Write-in, Nancy Oates      | 5         | 0.11  |
| Write-in, other            | Write-in, other            | 197       | 4.21  |
| Tổng số phiếu              | Tổng số phiếu              | 4,675     | 100   |

| Ứng viên          | Ứng viên          | Phiếu bầu | %     |
| ----------------- | ----------------- | --------- | ----- |
| Pam Hemminger     | Pam Hemminger     | 4,878     | 54.01 |
| Mark Kleinschmidt | Mark Kleinschmidt | 4,053     | 44.88 |
| Gary Kahn         | Gary Kahn         | 84        | 0.93  |
| Write-in          | Write-in          | 16        | 0.17  |
| Tổng số phiếu     | Tổng số phiếu     | 9,031     | 100   |